# Molfetta
Molfetta este un oraș în Italia.

## Personalități născute aici
- Gaetano Salvemini (1873 - 1957), istoric, politician, scriitor;
- Domenico Leccisi (1920 - 2008), jurnalist, politician;
- Angelo Amato  (n. 1938), cardinal;
- Pasqualina Napoletano (n. 1949), om politic, europarlamentar.

## Demografie
Molfetta - evoluția demografică

|  | Graficele sunt indisponibile din cauza unor probleme tehnice. Mai multe informații se găsesc la Phabricator și la wiki-ul MediaWiki. |

Date: Recensăminte sau birourile de statistică - grafică realizată de Wikipedia